# Musculi lumbricales manus

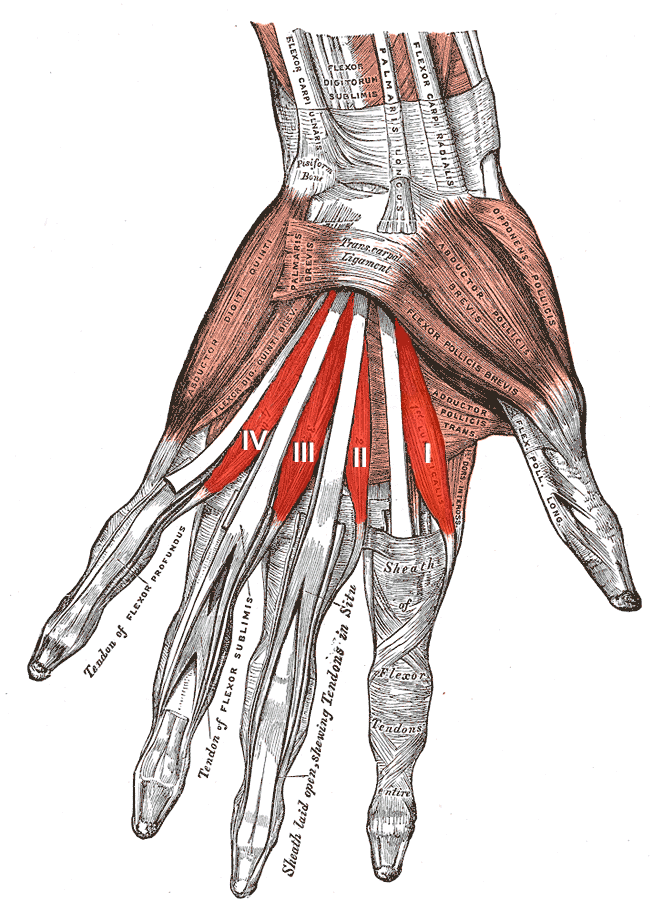

A kéz giliszta izmai (latinul: musculi lumbricales manus) négy kis izom a kézfejen a kézközépcsontok (ossa metacarpi) között.

## Eredés
Eredés: a mély ujjakat hajlító izom ina (tendo musculi flexoris digitorum profundus)

## Tapadás
Tapadás: kézháti bőnye (aponeurosis dorsalis)

## Funkció
A kézközépcsontok és az alappercek közötti ízületben (articulatio metacarpophalangealis – MCP) hajlítja az ujjakat. Az ujjpercek közötti  ízületekben (articulationes interphalangeae distalis – DIP et proximalis – PIP) feszíti az ujjak perceit.

## Beidegzés, vérellátás
A nervus medianus (C6-7) és a nervus ulnaris (C8-Th1) idegzik be, vérrel az arteria ulnaris látja el.